# CS Academica Recea
Asociația Club Sportiv Fotbal Comuna Recea, cunoscut în mod obișnuit ca ACS Fotbal Comuna Recea, ACSF Comuna Recea, sau pur și simplu Comuna Recea, a fost un club de fotbal românesc semiprofesionist, cu sediul în Recea, județul Maramureș.
Echipa a fost fondată în 2013 și a promovat în Liga a III-a la sfârșitul sezonului 2014–15, după un play-off de promovare împotriva Voinței Cetate, câștigătoare a seriei județului Bistrița-Năsăud. După o dispută în două manșe, Recea a câștigat cu 5–4 și a promovat, pentru prima dată în istoria sa, în Liga a III-a. Chiar dacă a fost fondat în anul 2013, pe logo-ul clubului a apărut anul 2015 ca an al înființării, acesta fiind anul în care clubul a fost reorganizat legal și și-a schimbat numele, din AS Comuna Recea în ACSF Comuna Recea.
După ce a retrogradat în vara anului 2021 din Liga a II-a înapoi în Liga a III-a, a fost desființat.

## Istorie
Chiar dacă actualul club a fost fondat în 2013, istoria fotbalului de la Recea a început în 1959,  când a fost fondat clubul Dinamo Săsar, club cu sediul în satul Săsar, comuna Recea. Echipa a avut o relație strânsă cu clubul Dinamo București,  având o ascensiune fulminantă și promovând în liga a doua la sfârșitul sezonului 1959–60. Clubul a jucat timp de doi ani în al doilea eșalon, apoi a retrogradat și nu a mai revenit niciodată.  
ACSF Comuna Recea a fost fondat în 2013 ca AS Comuna Recea și a fost înscris în al patrulea eșalon, Liga a IV-a, seria Sud. În primul sezon, Comuna Recea a terminat pe locul 3, după echipa a doua a FCM Baia Mare și Speranța Coltău.  În cel de-al doilea sezon, Recenii au câștigat seria, la patru puncte avans față de Viitorul Ulmeni și a jucat finala seriei Ligii a IV-a, regiunea Maramureș, împotriva câștigătorilor seriei Nord, Bradul Vișeu.  În finala, jucată pe stadionul Viorel Mateianu din Baia Mare, Recea a câștigat cu 2–1, după prelungiri și s-a calificat în play-off-ul de promovare în Liga a III-a, unde, după o dispută în două manșe, împotriva Voinței Cetate, campioana județului Bistrița-Năsăud, a câștigat cu 5–4 și promovat, pentru prima dată în istoria sa, în Liga a III-a . 
După promovare, Romulus Buia a fost numit noul manager și echipa a început să crească de la un sezon la altul, terminând pe locul 7 (2015–16), pe locul 5 (2016–17) și pe locul 2 (2017–18). Progresul echipei a atins apogeul în sezonul 2018-19, când, după o jumătate de sezon, Recea a intrat în pauza de iarnă ca lider al Seriei a V-a, înaintea unor echipe cu bugete și așteptări mult mai mari, precum: Minaur Baia Mare sau FK Csíkszereda Miercurea Ciuc . 
ACSF Comuna Recea își joacă meciurile de pe teren propriu pe Stadionul Central din Recea . Stadionul a fost deschis pe 9 mai 2018, având o tribună acoperită, de 600 de locuri, un teren acoperit cu iarbă și un al doilea teren de antrenament. Costul total al construcției, a fost de 300.000 euro. 
Între 2014 și 2018, cât stadionul a fost în construcție, Recenii și-au jucat meciurile de acasă pe Stadionul Comunal, cu o capacitate de 100 de locuri, aflat în satul Săsar, comuna Recea. În sezonul 2013–2014, primul de după înființare, echipa a jucat pe stadionul Mocira, aflat în satul Mocira, în aceeași comună Recea.

## Palmares
- Liga a III-a
  - Campioni (1): 2019-20
  - Vicecampioni (2): 2017–18, 2018–19
- Liga a IV-a - județul Maramureș
  - Campioni (4): 2014–15, 2022-23, 2023-24, 2024-25

## Echipa

### Lotul actual de jucători
La 1 noiembrie 2020.
| Nr. | Poz. | Naționalitate | Jucător                                 |
| --- | ---- | ------------- | --------------------------------------- |
| 1   | P    | ROU           | Alin Bota (căpitan)                     |
| 2   | F    | ROU           | Cătălin Jucan                           |
| 4   | F    | ROU           | Florin Cordoș                           |
| 5   | F    | ROU           | Gabriel Oiță                            |
| 6   | M    | RUS           | Rassambek Akhmatov                      |
| 7   | F    | ROU           | Rareș Ispas (împrumutat de la CFR Cluj) |
| 8   | M    | ROU           | Ciprian Brata                           |
| 9   | A    | ROU           | Marius Coman                            |
| 11  | M    | ROU           | Alexandru Mărieș                        |
| 12  | P    | ROU           | Mihai Marc                              |
| 14  | M    | ROU           | Adrian Micaș (împrumutat de la U Cluj)  |
| 15  | F    | ROU           | Denis Liheț                             |

| Nr. | Poz. | Naționalitate | Jucător                                |
| --- | ---- | ------------- | -------------------------------------- |
| 16  | F    | AUS           | Ante Bakmaz                            |
| 17  | M    | ROU           | Alin Văsălie (împrumutat de la U Cluj) |
| 19  | A    | ROU           | Adrian Balha                           |
| 20  | F    | ROU           | Milian Urs                             |
| 21  | F    | ROU           | Antonio Lung                           |
| 22  | M    | ROU           | Paul Szecui (împrumutat de la FCSB II) |
| 23  | F    | ROU           | David Simion                           |
| 25  | M    | ROU           | Viorel Chinde                          |
| 27  | F    | ROU           | Marius Potcoavă                        |
| 29  | M    | ROU           | Adrian Bura                            |
| 39  | P    | MDA           | Dorian Răilean                         |

### Jucători împrumutați
| Nr. | Poz. | Națiune | Jucător                                  |
| --- | ---- | ------- | ---------------------------------------- |
| —   | F    | ROU     | Bogdan Pașca (la Progresul Șomcuta Mare) |

## Oficialii clubului
| Role             | Name            |
| ---------------- | --------------- |
| Proprietar       | Comuna Recea    |
| Președinte       | Cosmin Butuza   |
| Vicepreședinte   | Florin Gherasim |
| Director sportiv | Emil Dică       |

| Role               | Name          |
| ------------------ | ------------- |
| Antrenor principal | Florin Fabian |
| Antrenor secund    | Ovidiu Mic    |
| Fizioterapeut      | Vlad Asăujan  |
| Maseur             | Dorin Saraz   |

## Parcursul competițional
| Sezon   | Nivel | Divizie                | Poz.     | Cupa României |
| ------- | ----- | ---------------------- | -------- | ------------- |
| 2024–25 | 4     | Liga a IV-a (MM)       | 1 (C)    |               |
| 2023–24 | 4     | Liga a IV-a (MM)       | 1 (C)    |               |
| 2022–23 | 4     | Liga a IV-a (MM)       | 1 (C)    |               |
| 2020–21 | 2     | Liga a II-a            | 14 (R)   | Turul IV      |
| 2019–20 | 3     | Liga a III-a (Seria V) | 1 (C, P) | Turul IV      |

| Sezon   | Nivel | Divizie                    | Poz.     | Cupa României |
| ------- | ----- | -------------------------- | -------- | ------------- |
| 2018–19 | 3     | Liga a III-a (Seria a V-a) | 2        | Turul IV      |
| 2017–18 | 3     | Liga a III-a (Seria a V-a) | 2        | Turul III     |
| 2016–17 | 3     | Liga a III-a (Seria a V-a) | 5        | Turul III     |
| 2015–16 | 3     | Liga a III-a (Seria a V-a) | 7        |               |
| 2014–15 | 4     | Liga a IV-a (MM)           | 1 (C, P) |               |